# Општина Медвеђа
Општина Медвеђа је територијална јединица која се налази на југу Србије и припада Јабланичком управном округу. Средиште је градско насеље Медвеђа. Према подацима са последњег пописа 2022. године у општини је живело 6.360 становника (према попису из 2011. било је 7.438 становника).	 Граничи се са општинама Бојник, Лебане, Куршумлија, Косовска Каменица, Подујево и градом Приштина.

## Географија
Јабланички управни округ, коме општина Медвеђа припада, се налази у центру јужног дела Балканског полуострва. Граничи се са Пчињским округом на југу, Косметом на западу и Бугарском на истоку. Округ се на северу граничи са Нишким, Топличким и Пиротским округом.
Општина припада групи брдско-планинских општина са 95% таквог терена. Већина насеља на територији општине није повезана адекватном путном мрежом са седиштем општине. Кроз Медвеђу пролази магистрални пут Лесковац—Приштина, а асфалтним путем са општинским местом су повезана насеља: Сијаринска Бања, Газдаре, Леце, Горњи Гајтан, Доњи Гајтан, Туларе, Реткоцер, Спонце, Тупале, Боровац, Горњи Бучумет, Средњи Бучумет, Доњи Бучумет и Стубла.

## Историја
Налазишта са остацима праисторијске културе из разних периода налазе се у Медвеђи, Петриљу, Лапаштици, Дренцу (Вртоп), Лецу, Лисавцу и Расовачи, Гајтану, Тулару, Горњем Бучумету, Шишинцу, Боровцу, Брвенику, и у другим насељима.
Кроз Горњу Јабланицу водио је значајан римски пут преко Тулара, Медвеђе, Лебана и Лесковца према Приштини и Пироту.
У документима средњег века налазимо поред Дубочице и географске појмове Гољак и Подгор, као и мале жупе Бања, Медвеђа и Туларе, затим Брвеник, Лапаштица, Маћедонце, Медвеђа, Петриље, Прпоре, Спонце, Тупале, Медевце, Стара Бања, Стубла и Црни Врх. На простору Горње Јабланице видљиви су остаци некадашњих насеља из Немањићке Дубочице – у Рујковцу, Медвеђи, Газдару, Лецу, Гајтану, Дренцу, Стубли, Реткоцеру, Великој Брајини (Брвеник), Тулару, Грбавцу, Медевцу, Врапцу, Свирцу, Боровцу, Сијарини, Сијаринској Бањи, Тупалу и другим.
По ослобођењу јужне Србије почиње насељавање Горње Јабланице у јесен 1879 године. Српске избеглице са Косова (Крива река, Лаб) и Метохије (Пећ, Исток, Клина и Кијево), Затим источне Србије, Бучја и Зебитинца код Књажевца, са ширег јужноморавског подручја (Власотинце, Добро Поље, Црна Трава, Власина, Пчиља), потом из старе Херцеговине и Црне Горе - Мораче, Добриловине, Дробњака, Жупе, Затраја, Пиве, Језера, Шарана, Ускока, Бјелопавлића, Глухог Дола, са Голије, Гусиња, Бањанa и других крајева. Херцеговци и Црногорци населили су се у Горњу Јабланицу у таласима 1880, 1882, 1886, 1889, 1890, 1892 и 1904—1906. из племена Брда (Ровчани, Маричани, Пипери, Бјелопавлићи, Кучи, Братоножићи, Васојевићи са Величанима) из старе Херцеговине (Ускоци, Дробњаци, Шаранци, Пивљани, Бањани), затим из катунске нахије (Чевљани, Цуце, Бјелице, Пјешивци), али и из ријечке нахије. Поменуто становништво населило је насеља дуж српско-турске границе и било је пограничних стража 16 српских караула.
Краљ Александар Карађорђевић је, на предлог министра унутрашњих дела, "решио да село Медвеђа, у срезу јабланичком, а по изјављеној жељи грађана, прогласи за варошицу под истим именом". Овај краљевски "новогодишњи поклон" Горњојабланичанима је стигао тек после четвртог покушаја да њихово место добије виши статус.
Желели су Медвеђани да постану варошани још 1900. године. Тада је група најугледнијих Горњојабланичана први пут званично, али без успеха, покренула такву иницијативу, и то, занимљиво је, са захтевом да се промени и име места у Дубочица.
После завршетка Првог светског рата, упорни Горњојабланичани, пре свих кафеџија Димитрије Младеновић Митко, поново су, четврти пут, обновили поступак и, коначно, 31. децембра 1921. године краљ је потписао указ којим је Медвеђа постала варош.

## Насељена места
| - Богуновац - Боровац - Варадин - Велика Браина - Врапце - Газдаре - Горња Лапаштица - Горњи Бучумет - Горњи Гајтан - Грбавце - Губавце - Гургутово - Доња Лапаштица - Доњи Бучумет - Доњи Гајтан | - Дренце - Ђулекаре - Капит - Леце - Мала Браина - Маровац - Маћедонце - Маћедонце (Реткоцерско) - Медвеђа - Медевце - Мркоње - Негосавље - Петриље - Пороштица - Пусто Шилово | - Равна Бања - Реткоцер - Рујковац - Свирце - Сијарина - Сијаринска Бања - Спонце - Средњи Бучумет - Стара Бања - Стубла - Туларе - Тупале - Црни Врх - Чокотин |

## Демографија
Према попису становништва из 2022. године на територији општине Медвеђа је живело 6.360 становника. У насељима Горња Лапаштица, Грбавце, Ђулекаре, Капит, Сијарина и Тупале већину чине 
Албанци, док у осталим су већина Срби.
| Национални састав према попису из 2022.‍ | Национални састав према попису из 2022.‍ | Национални састав према попису из 2022.‍ | Национални састав према попису из 2022.‍ | Национални састав према попису из 2022.‍ |
| --------------------------------------- | --------------------------------------- | --------------------------------------- | --------------------------------------- | --------------------------------------- |
|                                         |                                         |                                         |                                         |                                         |
| Срби                                    | Срби                                    |                                         | 4.927                                   | 77,5%                                   |
| Албанци                                 | Албанци                                 |                                         | 905                                     | 14,2%                                   |
| Роми                                    | Роми                                    |                                         | 149                                     | 2,3%                                    |
| Црногорци                               | Црногорци                               |                                         | 80                                      | 1,3%                                    |
| Укупно: 6.360                           |                                         |                                         |                                         |                                         |

| Верски састав према попису из 2022.‍ | Верски састав према попису из 2022.‍ | Верски састав према попису из 2022.‍ | Верски састав према попису из 2022.‍ | Верски састав према попису из 2022.‍ |
| ----------------------------------- | ----------------------------------- | ----------------------------------- | ----------------------------------- | ----------------------------------- |
|                                     |                                     |                                     |                                     |                                     |
| Православци                         | Православци                         |                                     | 5.072                               | 79,7%                               |
| Муслимани                           | Муслимани                           |                                     | 932                                 | 14,6%                               |
| Укупно: 6.360                       |                                     |                                     |                                     |                                     |

| Језички састав према попису из 2022.‍ | Језички састав према попису из 2022.‍ | Језички састав према попису из 2022.‍ | Језички састав према попису из 2022.‍ | Језички састав према попису из 2022.‍ |
| ------------------------------------ | ------------------------------------ | ------------------------------------ | ------------------------------------ | ------------------------------------ |
|                                      |                                      |                                      |                                      |                                      |
| Српски                               | Српски                               |                                      | 5.031                                | 79,1%                                |
| Албански                             | Албански                             |                                      | 889                                  | 14%                                  |
| Ромски                               | Ромски                               |                                      | 116                                  | 1,8%                                 |
| Укупно: 6.360                        |                                      |                                      |                                      |                                      |

| Етнички састав према попису из 1981.‍ | Етнички састав према попису из 1981.‍ | Етнички састав према попису из 1981.‍ | Етнички састав према попису из 1981.‍ | Етнички састав према попису из 1981.‍ |
| ------------------------------------ | ------------------------------------ | ------------------------------------ | ------------------------------------ | ------------------------------------ |
|                                      |                                      |                                      |                                      |                                      |
| Срби                                 | Срби                                 |                                      | 9.654                                | 56,07%                               |
| Албанци                              | Албанци                              |                                      | 5.509                                | 31,99%                               |
| Црногорци                            | Црногорци                            |                                      | 1,700                                | 9,87%                                |
| Укупно: 17.219                       |                                      |                                      |                                      |                                      |

## Привреда
Општина Медвеђа је једна од најнеразвијенијих општина у Републици Србији. Поседује многе природне погодности за развој туризма, јер се у близини налази бањско лечилиште са више десетина минералних извора у Сијаринској Бањи, као и извори у Тулару. На подручју Медвеђе постоје многи минерални ресурси, који могу да се експлоатишу, као што су руда, мермер и полудраги камен оникс.
Најперспективнија грана индустрије је рударство у предузећу Рудник и флотација „Леце“, у склопу Концерна „Фармаком МБ“ из Шапца. Велике изгледе за развој има пољопривреда, пре свега у гранама као што су сточарство (овце, козе, краве) и воћарство (шљиве, крушке, јабуке, дуње). Осим примарне пољопривредне производње, јаку грану привређивања има и дрвна индустрија и прерада сировина. Потенцијали се нарочито огледају у преради сирових производа из природе (печурака, шумског биља, воћа и поврћа), као и прерада млека за сир, кајмак и јогурт.

## Туризам
Носилац туризма у општини Медвеђа је Сијаринска Бања, која се налази на 10 km од Медвеђе, 50 km од Лесковца, 70 km од Приштине и око 320 km од Београда. Највећи потенцијали су минерални извори, којих је 18 у дужини од 800 м, а регистрованих извора има 26, а специфичну туристичку атракцију представља гејзер. Поред Сијаринске бање постоји и бања у Тулару која је интересантна само као излетничка дестинација, а близина Царичиног Града даје шансу за већу и разноврснију понуду туристима.

### Туристички потенцијали
Туристичке потенцијале општине Медвеђа чине:
- Сијаринска бања
- Ћоров водопад се налази 7 км од Медвеђе у атару села Петриље.[7]
- Туларска бања
- Радан планина
- Мркоњски вис
- Манастир Мала Браин
- Археолошка налазишта
- Гејзерске ноћи у Сијаринској Бањи
- Туристичке манифестације[8]

## Политика
Од 1999. до 2001. године, албански терористи су извршавали војне операције у области, са циљем да се област општина Прешева, Медвеђе и Бујановца припоји Косову и Метохији које је требало да се одвоји од Републике Србије и припоји Републици Албанији, као део идеје о Великој Албанији. За разлику од општина Прешево и Бујановац, Медвеђа има српску већину и удаљена је од њих око 50 km ваздушном линијом.

## Галерија
- Сијаринска Бања
- Туларска Бања
- Туризам у општини Медвеђа
- Ћоров водопад
- Радан планина